# Кару (географска област)
Кару (на английски: Karroo; на хотентотски: Karusa – сух, безплоден) е общото название на полупустинни плата и междупланински падини в югозападната част на Република Южна Африка, разположени на юг от Оранжевата река в условията на субтропичен климат. Дели се на три основни региона: Горно Кару, Голямо Кару и Малко Кару.
- Горно Кару е обширно плато с надморска височина 1000 – 1300 m, простиращо се в северната част на региона, между Оранжевата река на север и Големия откос на запад и юг. Дължината му от запад на изток е около 350 km, а ширината от север на юг около 250 km. Изградено е от хоризонтално залягащи пясъчници и шисти от геоложката свита „Кару“, които са с горнопалеозойска и мезозойска възраст. Те са пронизани от многочислени долеритови интрузии. Годишната сума на валежите е от 250 до 400 mm, които падат епизодично и са предимно с пороен характер. Цялото плато е разделено на отделни безотточни падини, в които се губят водите на много реки. В източната му част протича временната река Хартбис (ляв приток на Оранжевата река) и левият ѝ приток Грейт Фиш. Всички реки са с временен характер, по долините на които само след поройни дъждове се устремяват кратковременни бурни потоци. В региона се е съхранила рядка храстова растителност и отделни дървета, заемаща предимно сухите долини и блюдообразните падини.[1]
- Голямо Кару е ерозионна падина, простираща се в южната част на региона, между Големия откос на север и Капските планини на юг. Дължината ѝ от запад на изток е около 400 km, а средната ширина около 130 km. Средната му надморска височина е 450 – 750 m. Изградена е основно от пясъчници от геоложката свита „Кару“. Климатът е полупустинен и пустинен с годишна сума на валежите от 125 до 400 mm. През падината от север на юг протичат три постоянни реки Гамка (в долното течение Гауритс, в западната част), Солт (Соут, в средното течение Хрут, в долното – Гамтус, в средната част) и Сандис (Сондахс, в източната част). Растителната покривка е силно разредена, особено на запад.[1]
- Малко Кару е най-широкото (около 64 km) надлъжно понижение в Капските планини, между хребетите Свартберг на север и Лангеберг на юг, простиращо се от запад на изток на 250 km. Годишната сума на валежите е около 250 mm. В средната си част през падината от север на юг протича река Гауритс (в горното течение Гамка) с притоците си Улифантс (ляв) и Хрут (десен). Растителността е представена от редки треви и храсти.[1]